# Thakani
Thakani (nep. थकनी) – gaun wikas samiti w środkowej części Nepalu  w strefie Bagmati w dystrykcie Sindhupalchowk. Według nepalskiego spisu powszechnego z 2001 roku liczył on 694 gospodarstw domowych i 3788 mieszkańców (1998 kobiet i 1790 mężczyzn).